# Résolution 175 du Conseil de sécurité des Nations unies
Membres permanents
- Chine (Taïwan)
- États-Unis
- France
- Royaume-Uni
- URSS

Membres non permanents
- Chili
- Ghana
- Irlande
- Roumanie
- RAU
- Venezuela

Résolution no 174 Résolution no 176
La Résolution 175 est une résolution du Conseil de sécurité de l'ONU votée le 12 septembre 1962 lors de la 1018e séance du Conseil de sécurité concernant  Trinité-et-Tobago et qui recommande à l'Assemblée générale des Nations unies d'admettre ce pays comme nouveau membre.

## Vote
La résolution est approuvée à l'unanimité.

## Contexte historique
En 1797, les îles de La Trinité et de Tabago sont conquises par les Anglais auxquels elles sont officiellement attribuées en 1802 par la Paix d'Amiens. Tobago fait partie de la Windward Islands Colony (la colonie des îles-du-Vent) jusqu’en 1899, où elle est rattachée à Trinidad pour former une seule colonie, afin de lui apporter une plus grande stabilité financière. Tobago devient alors une annexe de l’île de la Trinité.
En 1962, Trinité-et-Tobago devient un État indépendant. (issu de l'article Trinité-et-Tobago).
À la suite de cette résolution ce pays est admis à l'ONU le 18 septembre 1962 ,.

## Texte
- Résolution 175 Sur fr.wikisource.org
- Résolution 175 Sur en.wikisource.org